# Hlinaia (Slobozia), Stînga Nistrului
Hlinaia este un sat din Unitățile Administrativ-Teritoriale din Stînga Nistrului (Transnistria), aparținând Republicii Moldova.

## Istorie
Potrivit săpăturilor arheologice, care au descoperit și analizat niște morminte antice, în regiune au locuit populații scitice. Prima atestare documentată a satului datează din anii 1769-1774. Este cunoscut faptul că numărul și componența etnică a populației de la începutul secolului al XIX-lea a fost, după cum urmează: moldoveni (români) – 844; ucraineni – 843, în total – 1.687 de persoane. Primii coloniști ai satului erau imigranți din Rusia, fugari din calea unor persecuții. Denumirea rusească „Glinoe” a satului înseamnă „lutos” sau „din lut”, fiindcă a fost întemeiat pe soluri argiloase și s-a lucrat aici cu acest material. 
În 1919, puterea sovietică pe teritoriul Transnistriei a fost în cele din urmă fixată. Linia de demarcație dintre Uniunea Sovietică și Regatul României a fost trecută de-a lungul Nistrului. În această perioadă există numeroase conflicte româno-sovietice de mică anvergură, mai ales la graniță. Instalarea puterii sovietice este însoțită de naționalizarea terenurilor, deportarea chiaburilor și a intelectualilor și colectivizarea. Mii de țărani înstăriți fug în Basarabia. Tot atunci are loc, prin decizia autorităților sovietice, procesul de creare a comitetelor pentru săraci, eliminarea analfabetismului în masă, electrificarea și mecanizarea producției agricole. În anii 1924-1940, Hlinaia face parte din RASS Moldovenească, apoi din RSS Moldovenească. Apoi, în 1940-1944, satul și împrejurimile au fost devastate în timpul celui de-al doilea război mondial, iar în următorii 3 ani a venit foametea și seceta. După aceea, procesul deznaționalizării, colectivizării și industrializării a continuat în forță.
Până în anul 1939, în Hlinaia au fost 3 biserici ortodoxe: una românească (hram necunoscut) și 2 slavice: „Sf. Nicolae” și „Sf. Ioan Teologul”. Când Stalin a venit la putere, aceste biserici au fost închise, apoi dărâmate. Începând din 1992 (după destrămarea Uniunii Sovietice și obținerea independenței R. Moldova), a fost construită una nouă, azi subordonată Mitropoliei Chișinăului și a întregii Moldove.

## Demografie
Conform recensământului sovietic din anul 1939, populația localității era de 7.308 locuitori, dintre care 3.469 (47,47%) moldoveni (români), 2.189 (29,95%) ucraineni și 1.327 (18,16%) ruși. Conform recensământului neoficial din 2004, satul avea 5.251 de locuitori; mai precis: 2.494 sau 47,49% moldoveni (români), 1.448 sau 27,57% ucraineni, 1.186 sau 22,58% ruși, 34 germani, 25 bieloruși, 22 bulgari, 18 găgăuzi și 24 oameni de altă etnie. 

## Personalități

### Născuți în Hlinaia
- Simion Lungul (1927–2002), compozitor moldovean
- Eugenia Todorașcu (1936–2010), actriță moldoveancă
- Vladimir Vozian (1962–1981), militar sovietico-moldovean